# Laakdal
Laakdal est une commune néerlandophone de Belgique située en Région flamande, dans la province d'Anvers.

## Sections de la commune
| # | Section   | Superf. (km²) | Habitants (2020) | Habitants par km² | Code INS |
| - | --------- | ------------- | ---------------- | ----------------- | -------- |
| 1 | Eindhout  | 9,41          | 3.320            | 353               | 13053C   |
| 2 | Varendonk | 3,66          | 215              | 59                | 13053B   |
| 3 | Veerle    | 13,91         | 5.769            | 415               | 13053A   |
| 4 | Vorst     | 15,45         | 6.879            | 445               | 13053D   |

### Localités
Groot Vorst, Meerlaar (Klein Vorst) et Veerle-Heide

## Héraldique
|  | La commune possède des armoiries qui lui ont été octroyées le 2 février 1982. Elles montrent dans la moitié droite les armoiries de la famille Berthout, les seigneurs de Geel et Duffel vers 1300. Les villages d’Eindhout, Varendonk et Veerle appartenaient historiquement au territoire de Geel. La moitié gauche montre les deux barres noires des armoiries des seigneurs de Diest. C'étaient les anciennes armoiries de Vorst. Les anciennes armoiries de Vorst lui avaient été octroyées le 6 juillet 1964. Elles sont extraites des armoiries des seigneurs de Diest qui ont acquis le village en 1400. Même après l'acquisition du village par d'autres familles, le conseil local a utilisé les armoiries de Diest sur son sceau. C'était donc un choix logique pour les armoiries municipales. Blasonnement : Parti en 1. D'or à 3 trois pales de gueules avec un quartier d'hermine, en 2. D'or à deux barres transversales de sable. (Traduction libre) Source du blasonnement : Heraldy of the World. |

## Démographie
Graphe de l'évolution de la population de la commune. La commune de Laakdal étant née de la fusion des anciennes communes de Eindhout, de Vorst, de Varendonk et de Veerle , les données ci-après intègrent les données des cinq communes d'avant 1977.
- Source : DGS - Remarque: 1806 jusqu'à 1970=recensement; depuis 1971=nombre d'habitants chaque 1er janvier[4]